# موهوب (اسم)
موهوب هو اسم علم مذكر من أصل عربي، ومعناه هو المبدع الملهم من الله، المخترع بالسليقة، النائل للعطايا من غير عوض.

## شخصيات تحمل الاسم
- موهوب الغزواني (لاعب كرة قدم مغربي، 1948 – )
- موهوب بن ظافر السكري
- موهوب بن منصور بن مفرج

## وصلات خارجية
- موسوعة السلطان قابوس لأسماء العرب